# Eucypridinae
Eucypridinae is een onderfamilie van kreeftachtigen uit de klasse van de Ostracoda (mosselkreeftjes).

## Geslachten
- Arctocypris Petkovski, Scharf & Keyser, 2016
- Eucypris